# Mars Base Camp
Mars Base Camp (MBC) è un progetto del 2016 per una missione spaziale statunitense che prevede l'invio di sei astronauti in una stazione spaziale in orbita attorno a Marte entro il 2028. Il progetto del vettore, sviluppato da Lockheed Martin, utilizzerà sia modelli futuri sia modelli già sviluppati, come il veicolo Orion MPVC costruito dalla NASA. Lo scopo della missione sarà quello di condurre esperimenti scientifici di telerobotica sia dall'orbita del pianeta sia sulle superfici delle sue due lune, Fobos e Deimos, e di servire come terreno di prova in vista di future missioni umane sulla superficie marziana.

## Design del veicolo[2]
Orion MPCV - Centro di comando e controllo dell'orbiter, ospita i sistemi di orientamento, navigazione e di supporto vitale per missioni prolungate.
Solar Arrays - Costituisce la componente responsabile di produrre energia elettrica tramite pannelli fotovoltaici per le operazioni e per i "Solar Electric Propolusion stages" (fasi di propulsione alimentati da energia elettrica solare).
Radiators - Regolano il calore sia per gli ambienti abitabili sia per le componenti elettroniche.
Cryogenic Propulsion Stage - Fornisce la spinta necessaria ad inserirsi sulla traiettoria dalla Luna diretta verso Marte. Inoltre la propulsione avrà la capacità di fornire spinte manovrabili per le escursioni su Deimos e Fobos. In queste missioni il CPS trasporterà Orion, un modulo di servizio, e l'Excursion Module con lo scopo di spostare astronauti e scienziati da e verso le lune.
Laboratory - Contiene tutto l'equipaggiamento scientifico, compresi strumenti per prime analisi e la stazione di controllo per pilotare droni e rover sulla superficie Marziana.
Habitat- Fornisce ulteriori zone abitative per l'equipaggio, un deposito per le provviste, protezione dalle radiazioni e attrezzi per l'esercizio fisico:
Excursion Module - Modulo progettato per ospitare uno o più veicoli da esplorazione che saranno utilizzati dall'equipaggio per ricerche e esperimenti scientifici sulla superficie delle lune Marziane.

## Manifesto MBC
| Anno | Vettore | Nome della missione | Vettore di Lancio   | Equipaggio umani/robotici |
| ---- | --- | ------------------- | ------------------- | ------------------------- |
| 2020 | Next Martian Orbiter (NEMO) 2020: partenza per l'inserimento nell'orbita Marziana                                | NEMO 2020           | TBD                 | N/A                       |
| 2021 | Consegna proposta di un modulo NextSTEP, per lo spazio cis-lunare                                                | EM-2                | Space Launch System | Umano                     |
| 2022 | TBD | TBD                 | TBD                 | TBD                       |
| 2023 | Consegna di un prototipo di habitat per esseri umani nei dintorni della Luna                                     | EM-3                | Space Launch System | Umano                     |
| 2024 | TBD | TBD                 | TBD                 | TBD                       |
| 2025 | TBD | TBD                 | TBD                 | TBD                       |
| 2026 | Sviluppo e consegna dei piani della missione                                                                     | TBD                 | TBD                 | TBD                       |
| 2027 | Ultimi test al modulo MBC-1 prima della partenza e al sistema operativo                                          | EM-6, EM-7          | Space Launch System | Umano o non mano          |
| 2028 | Iniezione del vettore nella traiettoria per Marte, passaggio nell'orbita intorno a Fobos/Deimos; arrivo su Marte | MBC-1               | Space Launch System | Umano                     |